# アーニー・アイズレー
アーニー・アイズレー（Ernie Isley、1952年3月7日 - ）はアイズレー・ブラザーズのギタリスト。アメリカ合衆国オハイオ州シンシナティ出身。一時期サポートメンバーとして一緒にプレーしたジミ・ヘンドリックスの影響をうけつつも、独特の滑らかなフィンガリングで奏でるブルースとロックを融合させたプレースタイルは後続のソウル、ファンクギタリストに大きく影響を与えた。